# Paul Fässler
Paul Fässler (ur. 13 czerwca 1901 w Bronschhofen, zm. 26 marca 1983 w Bernie) – szwajcarski piłkarz grający na pozycji lewego obrońcy. W swojej karierze rozegrał 33 mecze w reprezentacji Szwajcarii.

## Kariera piłkarska
Swoją karierę piłkarską Fässler rozpoczął w 1920 roku w klubie BSC Young Boys. Zadebiutował w nim w sezonie 1920/1921. W sezonie 1928/1929 wywalczył z Young Boys mistrzostwo Szwajcarii, a w sezonie 1929/1930 zdobył z nim Puchar Szwajcarii. W sezonie 1933/1934 grał w FC Biel-Bienne, a w sezonie 1934/1935 ponownie był zawodnikiem Young Boys. Karierę zakończył po sezonie 1935/1936 jako zawodnik Biel-Bienne.

## Kariera reprezentacyjna
W reprezentacji Szwajcarii Fässler zadebiutował 19 listopada 1922 roku w wygranym 5:0 towarzyskim meczu z Holandią, rozegranym w Berne. W 1924 roku wystąpił z kadrą Szwajcarii na Igrzyskach Olimpijskich w Paryżu. Zdobył na nich srebrny medal. Z kolei w 1928 roku zagrał na Igrzyskach Olimpijskich w Amsterdamie. Od 1922 do 1930 roku rozegrał w kadrze narodowej 33 mecze.